# Sadaura
Sadaura là một thành phố và là nơi đặt ủy ban đô thị (municipal committee) của quận Yamunanagar thuộc bang Haryana, Ấn Độ.

## Nhân khẩu
Theo điều tra dân số năm 2001 của Ấn Độ, Sadaura có dân số 13.181 người. Phái nam chiếm 53% tổng số dân và phái nữ chiếm 47%. Sadaura có tỷ lệ 71% biết đọc biết viết, cao hơn tỷ lệ trung bình toàn quốc là 59,5%: tỷ lệ cho phái nam là 76%, và tỷ lệ cho phái nữ là 66%. Tại Sadaura, 11% dân số nhỏ hơn 6 tuổi.